# 格闘技 (2ちゃんねる・5ちゃんねるカテゴリ)
格闘技（かくとうぎ）は、匿名掲示板2ちゃんねる（2ちゃんねる (2ch.net)、2ちゃんねる (2ch.sc)、5ちゃんねる）のカテゴリの1つで、格闘技全般に関する板と、各格闘技専門板をまとめている。
当カテゴリ内にあるほとんどの板のローカルルールでは実況禁止厳守となっており、実況板あるいは実況ch内に属する各板を利用する。

## 歴史
- 1999年7月 - 格闘技板新設
- 2000年1月4日 - プロレス板新設
- 2000年9月21日 - 武道・武芸板新設
- 2000年11月5日 - ボクシング板新設
- 2001年1月24日 - 相撲板新設
- 2004年8月18日 - スポーツカテゴリを分割して格闘技カテゴリ新設
- 2007年2月11日 - 伝統武術板新設

## 掲示板
6個の板からなる。（2009年6月現在）

### 格闘技板
専用板のない格闘技に関する話題を扱う板。K-1などの総合格闘技に関するスレッドが多い。	

### プロレス板
プロレスに関する話題を扱う板。	

### 武道・武芸板
武道に関する話題を扱う板。	

### ボクシング板
ボクシングに関する話題を扱う板。	

### 相撲板
相撲に関する話題を扱う板。各力士をはじめ、各相撲部屋・巡業・名取組名場面などに関する情報やネタを書き込む掲示板である。正式名称は「相撲＠2ch掲示板」。
2005年に二子山親方（元大関・貴ノ花…元横綱・若乃花、貴乃花の父）が死去してからしばらくの間、ワイドショーでいろいろ話題になっていたこともありアクセス数が激増した。その後も2007年の時津風部屋力士暴行死事件や2008年の大相撲力士大麻問題、2010年の大相撲野球賭博問題、2011年の大相撲八百長問題など、角界関連のニュースが世間を騒がすたびに同様の事態が発生している。

#### 歴史
- 2001年1月24日 スポーツ板より分離される。当時のサーバーはcocoa。
- 2001年10月26日 サーバー移転（cocoa→sports）。
- 2004年1月5日 サーバー移転（sports→sports6）。
- 2004年5月14日 サーバー移転（sports6→sports7）。
- 2005年7月1日 サーバー移転（sports7→sports9）。
- 2007年1月20日 サーバー移転（sports9→sports10）。
- 2007年3月23日 サーバー移転（sports10→sports11）。
- 2008年9月6日 サーバー移転（sports11→schiphol）。
- 2009年8月13日 任意IDが導入されたが3時間ほどで非表示に戻る。
- 2010年8月1日 サーバー移転（schiphol→yuzuru）。
- 2011年下旬ごろ サーバー移転（yuzuru→engawa）。
- 2014年2月21日 強制IDが導入されたが5日後には非表示に戻る。
- 2014年2月28日 サーバー移転（engawa→maguro）

### 伝統武術板
柔道・剣道・弓道・なぎなたに関する話題を扱う板。	